# Нефёдова, Мария Владимировна
Мари́я Влади́мировна Нефёдова (род. 1 сентября 1979, Ленинград) — российский рок-музыкант, наиболее известна как скрипачка панк-группы «Король и Шут».

## Биография
В 1997—1999 годах сотрудничала с петербургской группой «Танки»: недолговечный проект «Музыка Т», концерты, запись их первого альбома «Без дирижёра». Участвовала в записи первого альбома группы «Башня Rowan» — «Марш уродов» (1998—1999).
В 1998 — начале 1999 года выступала с группой «Пилот». В 2001 году участвовала в записи их альбома «Сказка о Прыгуне и Скользящем», читая с Юрием Шевчуком текст «от автора».
В составе «Короля и Шута» в 1998—2004 годах. Участвовала в записи альбомов «Акустический альбом», «Ели мясо мужики», «Герои и Злодеи», «Как в старой сказке», «Жаль, нет ружья», «Мёртвый анархист», «Концерт в Олимпийском». В некоторых песнях была бэк-вокалисткой («Кузьма и Барин», «От женщин кругом голова»). Группа «Тараканы!» посвятила ей песню «Маша — скрипачка из „Король и Шут“».
В 2004 году переехала к мужу в США, решив оставить карьеру музыканта и получить дополнительное образование. Место Марии в группе «Король и Шут» занял Дмитрий «Каспер» Ришко. В 2005—2008 годах выступала с группой «Король и Шут» и Александром Балуновым на гастролях в США, но зимой 2008 года родила сына Мишу и не смогла больше выступать с группой. А спустя три года родила сына Никиту.
В 2013 году приезжала в Россию, чтобы выступить на концертах «Короля и Шута», посвящённых прощанию с лидером «Короля и Шута» Михаилом Горшенёвым. В последующие годы неоднократно приезжала для участия в концертах памяти Горшенёва.
В 2023 году вышел сериал «Король и шут», в котором роль Марии исполнила Васса Бокова.